# 마나슬루산
마나슬루산(영어: Mount Manaslunaslu, 8,156m)은 세계에서 8번째로 높은 산으로, 산스크리트어로 ‘영혼의 산’이라는 뜻을 가지고 있다.
1956년 5월 9일 일본의 토시오 이마니시와 곌젠 노부가 처음으로 등정에 성공하였다.